# モーリス・マークス
モーリス・マークス（Maurice Marks、2001年4月24日 - ）は、ジャパンラグビーリーグワンの埼玉パナソニックワイルドナイツに所属するラグビーユニオン選手。

## 来歴
南アフリカ共和国のヨハネスブルグにある高校 Hoërskool Noordheuwel から、東洋大学に進学。
東洋大学ラグビー部では、4年次にバックスリーダーを務める。
大学4年の2025年1月、埼玉パナソニックワイルドナイツに加入した。同年3月、東洋大学卒業。